# واين داير
واين ولتر داير (بالإنجليزية: Wayne Dyer)‏ (مواليد 10 مايو 1940 في دترويت في ميشغان) هو مؤلف أمريكي ومحاضر مشهور. ظهر له في عام 1976 كتاب بيع منه أكثر من 30 مليون نسخة.

## حياته
قضى واين داير معظم طفولته وسنوات مراهقته في ملجأ الأيتام. وبعدها حصل على درجة علمية من جامعه ولاية واين.
عمل في تدريس علم الاستشارات النفسية في جامعة القديس جون في نيو يورك.
بعدها انصرف للكتابة في المجلات وإدارة عيادة استشارية خاصة. لكن محاضراته في الجامعة التي ركزت على التفكير الإيجابي واثارة الحماس جذبت طلابا من كل مكان.
قام بجولة في الولايات الأمريكية وعرض محاضراته الصوتية المسجلة وكتبه، وله فيلم باسم كتابه (النقلة).

## حياته الدينية
يقول داير:«انني اؤمن بان المسيح لم يكن يعلم المسيحية بل كان يعلم الحب والتسامح والعطف والاهتمام بالاخرين والسلام. واني اقول للناس: لا تكونوا مسحيين بل كونوا مثل المسيح. إذا كنتم تنتمون إلى الديانة البوذية فلا تكونوا بوذيين بل كونوا كبوذا»
«ان الناس يتربون على تعاليم دينية معينة وهم لا يسالون لماذا، لكن هذه لا تقع تحت تعريفي بالإحساس بالروح»

## حياته الشخصية
عاش في هاواي. تزوج مرتين وله ثمانية أولاد. اصغر أولاده هي بنت تخرجت من المدرسة الثانوية عام 2008
توفي 30-8-2015

## بعض مؤلفاته
- قوة العزيمة.
- مواطن الضعف لديك.
- سوف تراه عندما تؤمن به.
- أوقف الأعذار
- استطيع أن ارى بوضوح الآن
- النقلة
- رغبات محققة
- معلمي الأعظم
- ما الذي تتمناه لأطفالك فعلًا؟

### مؤلفاته المترجمة للعربية
- أنت ما تفكر فيه: 365 نأمل من أجل حياة غير اعتيادية، دار الخيال

## روابط خارجية
- واين داير على موقع IMDb (الإنجليزية)
- واين داير على موقع ميوزك برينز (الإنجليزية)
- واين داير على موقع أول موفي (الإنجليزية)
- واين داير على موقع إن إن دي بي (الإنجليزية)
- واين داير على موقع ديسكوغز (الإنجليزية)
- واين داير على موقع قاعدة بيانات الفيلم (الإنجليزية)